# Thermocyclops iguapensis
Thermocyclops iguapensis – gatunek widłonoga z rodziny Cyclopidae. Opisali go w 2005 roku limnolodzy William Marcos da Silva i Takako Matsumura-Tundisi. Miejsce typowe to Brazylia, stan São Paulo, gmina Ibiúna, zbiornik Fumaça (współrzędne 24°00′16″S 47°15′40″W/-24,004444 -47,261111).